# Nous finirons ensemble
Nous finirons ensemble is een Franse film die werd uitgebracht in 2019, geschreven en geregisseerd door Guillaume Canet. 
Deze tragikomedie is het vervolg op het kassucces Les Petits Mouchoirs uit 2010.

## Verhaal
Sinds de vriendengroep zeven jaar geleden is uiteengevallen hebben de leden nog maar weinig contact met elkaar gehad. Hun kinderen zijn opgegroeid, nieuwe kinderen zijn geboren, ze hebben elk hun wederwaardigheden, hun kijk op het leven is veranderd. De voormalige vrienden, die ondertussen allen de veertig voorbij zijn, willen zich echter herenigen.  
Max Cantara, de restauranthouder en de voormalige spil van de groep, heeft zich teruggetrokken in zijn vakantiehuis aan zee om zich te herbronnen. De anderen vallen onverwachts bij hem binnen om hem een verrassingsverjaardagsfeest aan te bieden. Max is overdonderd maar hij kan hun bezoek maar matig appreciëren.

## Rolverdeling
| Acteur           | Personage                           |
| ---------------- | ----------------------------------- |
| François Cluzet  | Max Cantara                         |
| Marion Cotillard | Marie                               |
| Benoît Magimel   | Vincent Ribaud                      |
| Gilles Lellouche | Éric                                |
| Valérie Bonneton | Véronique Cantara, de vrouw van Max |
| Laurent Lafitte  | Antoine                             |
| Pascale Arbillot | Isabelle Ribaud                     |
| Joël Dupuch      | Jean-Louis                          |
| Clémentine Baert | Sabine                              |
| José Garcia      | Alain                               |
| Gwendoline Hamon | Geraldine                           |